# Jeff Locke
Jeffrey Alan Locke (ur. 20 listopada 1987) – amerykański baseballista występujący na pozycji miotacza w Miami Marlins.

## Przebieg kariery
Po ukończeniu szkoły średniej, w czerwcu 2011 został wybrany w drugiej rundzie draftu Atlanta Braves i po trzech latach występów w klubach farmerskich tego zespołu, w ramach wymiany zawodników przeszedł do Pittsburgh Pirates. W Major League Baseball zadebiutował 10 września 2011 w meczu przeciwko Florida Marlins, w którym zanotował porażkę. 1 października 2012 w spotkaniu z Atlanta Braves zaliczył pierwsze zwycięstwo w MLB.
W 2013 po raz pierwszy otrzymał powołanie do NL All-Star Team, jednak nie zagrał w Meczu Gwiazd z powodu kontuzji.
W grudniu 2016 podpisał roczny kontrakt z Miami Marlins.

## Nagrody i wyróżnienia
| Nagroda/wyróżnienie | Lata | Źródło |
| All-Star            | 2013 | [ 1 ]  |